# Plusquamperfet de l'Indicatiu (català)
El plusquamperfet de l'Indicatiu en català és un temps verbal utilitzat per expressar accions ja passades en el passat. És a dir, serveix per a indicar que una acció ja havia acabat en l'explicació d'un passat. Per aquest motiu en algunes llengües rep l'apel·latiu d'"antepretérit", és a dir, un pretèrit anterior o passat anterior. De fet, temps enrere s'utilitzava la nomenclatura de pretèrit plusquamperfet en llengua catalana.
Es tracta d'un temps compost de l'Indicatiu i propi de les llengües neollatines. El portuguès, el francès, l'italià o el castellà també posseeixen el plusquamperfet que també hi expressa aquest mateix valor.

## Els valors del Plusquamperfet
El Plusquamperfet és un temps verbal que situa el verb en un passat ja acabat, raó per la qual s'acostuma a parlar de "passat del passat" per a explicar-ne la valor d'ús. En efecte, davant d'un perifràstic, d'un passat simple o d'un perfet de l'indicatiu, el plusquamperfet permet de situar l'acció en un passat anterior a aquests passats.
Quan vaig arribar a casa, ell ja havia cuinat i parat la taula.
El plusquamperfet suposa que l'acció que situem en aquest passat anterior ja ha acabat, és a dir, no s'està desenvolupant. Tanmateix, i malgrat aquesta valor de base, hom pot utilitzar el plusquamperfet no pas com a temps verbal de temporalitat sinó com a temps modal. Així, per exemple, adquireix valor de desig o hipòtesi.
Sense la seva inoportuna visita, ja hauria acabat el treball a temps.
En aquest exemple, el locutor situa en un cas hipotètic ja passat, però real, un esdeveniment que ha vingut pertorbar el decurs normal de les coses de manera que el plusquamperfet situa una conseqüència derivada en un passat ja passat. Es considera aquesta valor com de modalitat.

## Formació

### Els verbs regulars
La construcció regular del Plusquamperfet de l'Indicatiu és fa amb l'ajuda del verb "haver" que s'utilitza com a auxiliar. És a dir, és un verb "ajuda" que ens permet construir el valor que posseeix el Plusquamperfet. D'aquesta manera, es conjuga en primer lloc el verb haver al Plusquamperfet. Tot seguit, s'afegeix a aquesta estructura el verb d'acció que es conjuga en participi passat.
| Persona      | Haver  |   | Verb  |
| ------------ | ------ | - | ----- |
| Jo           | havia  |   | jugat |
| Tu           | havies |   | jugat |
| Ell / Ella   | havia  | + | jugat |
| Nosaltres    | havíem |   | jugat |
| Vosaltres    | havíeu |   | jugat |
| Ells / Elles | havien |   | jugat |

El resultat final dona la regularitat següent:
| Persona      | Jugar        | Perdre        | Servir        |
| ------------ | ------------ | ------------- | ------------- |
| Jo           | havia jugat  | havia perdut  | havia servit  |
| Tu           | havies jugat | havies perdut | havies servit |
| Ell / Ella   | havia jugat  | havia perdut  | havia servit  |
| Nosaltres    | havíem jugat | havíem perdut | havíem servit |
| Vosaltres    | havíeu jugat | havíeu perdut | havíeu servit |
| Ells / Elles | havien jugat | havien perdut | havien servit |